# Національний інститут статистики Італії
Національний Інститут Статистики (італ. Istituto Nazionale di Statistica, ISTAT) — національний орган статистики Італії. Був створений в 1926 році для збору інформації про населення. Цей інститут є відповідальним за перепис населення в Італії.

## Керівники
Istituto Centrale di Statistica:
- Альберто Каналетті Гауденті (1945—1949)
- Ланфранко Марой (1949—1961)
- Джузеппе Де Мео (1961—1980)
- Гвідо Маріа Рей (1980—1989)

Istituto Nazionale di Statistica:
- Гвідо Маріа Рей (1989—1993)
- Альберто Зульяні (1993—2001)
- Луїджі Біггеті (2001—2009)
- Енріко Джованніні (2009—2013)[1]
- Антоніо Голіні (2013—2014)
- Джорджо Аллева (2014)[2]

## Коди ISTAT
Інститутом ISTAT всім комунам Італії присвоєні шестицифрові коди, перші три цифри яких є кодом провінції.